# سلوريات طفيلية
سلوريات طفيلية (باللاتينية: Trichomycteridae) عائلة من السلوريات وهي توجد في الأنهار في أونتاريو حيث يتم تقديرها من قبل الصيادين ومتذوقي لحومها. ويمكن أن تصل إلى نحو 50 سنتيمترا.

## قائمة الأجناس
- Copionodontinae
- Glanapteryginae
- Sarcoglanidinae
- Stegophilinae
- Trichogeninae
- Trichomycterinae
- Tridentinae
- Vandelliinae